# دوار الماء
دوار الماء بلدية تابعة لدائرة الطالب العربي ولاية الوادي تقع على الحدود الجزائرية التونسية 
نشأتها واصل سكانها
نشأة بلدية دوار الماء قبل بعامين من التقسيم الادراي الاخير في الجزائر عام 1984 بواسطة البدو الرحل من بينهم رقيعة خليفة في الفترة الممتده من عام 1979 إلى عام 1984.
أصل سكانها من قبائل الرقيعات وقبائل الربايع وفي أصل هم بدو رحل كانو يسكنون في عدة بلديات لي ولاية الوادي من بينها البياضة والرباح والخبنه.

## المناخ
يظهر الجدول التالي التغييرات المناخية على مدار السنة لدوار الماء:
| البيانات المناخية لـدوار الماء    | البيانات المناخية لـدوار الماء | البيانات المناخية لـدوار الماء | البيانات المناخية لـدوار الماء | البيانات المناخية لـدوار الماء | البيانات المناخية لـدوار الماء | البيانات المناخية لـدوار الماء | البيانات المناخية لـدوار الماء | البيانات المناخية لـدوار الماء | البيانات المناخية لـدوار الماء | البيانات المناخية لـدوار الماء | البيانات المناخية لـدوار الماء | البيانات المناخية لـدوار الماء | البيانات المناخية لـدوار الماء |
| الشهر                             | يناير                          | فبراير                         | مارس                           | أبريل                          | مايو                           | يونيو                          | يوليو                          | أغسطس                          | سبتمبر                         | أكتوبر                         | نوفمبر                         | ديسمبر                         | المعدل السنوي                  |
| --------------------------------- | ------------------------------ | ------------------------------ | ------------------------------ | ------------------------------ | ------------------------------ | ------------------------------ | ------------------------------ | ------------------------------ | ------------------------------ | ------------------------------ | ------------------------------ | ------------------------------ | ------------------------------ |
| متوسط درجة الحرارة الكبرى °م (°ف) | 16.8 (62.2)                    | 19.6 (67.3)                    | 23.3 (73.9)                    | 27.5 (81.5)                    | 32.6 (90.7)                    | 36.9 (98.4)                    | 40.6 (105.1)                   | 39.8 (103.6)                   | 35.2 (95.4)                    | 28.8 (83.8)                    | 22.0 (71.6)                    | 16.9 (62.4)                    | 28.3 (83.0)                    |
| المتوسط اليومي °م (°ف)            | 10.8 (51.4)                    | 13.2 (55.8)                    | 16.5 (61.7)                    | 20.4 (68.7)                    | 25.3 (77.5)                    | 29.8 (85.6)                    | 32.7 (90.9)                    | 32.4 (90.3)                    | 28.5 (83.3)                    | 22.4 (72.3)                    | 15.9 (60.6)                    | 11.2 (52.2)                    | 21.6 (70.9)                    |
| متوسط درجة الحرارة الصغرى °م (°ف) | 4.8 (40.6)                     | 6.9 (44.4)                     | 9.8 (49.6)                     | 13.4 (56.1)                    | 18.1 (64.6)                    | 22.8 (73.0)                    | 24.9 (76.8)                    | 25.0 (77.0)                    | 21.9 (71.4)                    | 16.1 (61.0)                    | 9.9 (49.8)                     | 5.5 (41.9)                     | 14.9 (58.9)                    |
| الهطول مم (إنش)                   | 8 (0.3)                        | 7 (0.3)                        | 11 (0.4)                       | 7 (0.3)                        | 5 (0.2)                        | 2 (0.1)                        | 0 (0)                          | 1 (0.0)                        | 5 (0.2)                        | 7 (0.3)                        | 11 (0.4)                       | 8 (0.3)                        | 72 (2.8)                       |
| المصدر: climate-data.org          |                                |                                |                                |                                |                                |                                |                                |                                |                                |                                |                                |                                |                                |